# Фрале, Барбара
Барбара Фрале (род. 24 февраля 1970, Витербо, Лацио) — итальянский палеограф Ватиканского апостольского архива. Она написала книги о тамплиерах, проявляет интерес к истории Туринской плащаницы. В сентябре 2001 года Фрале нашла подлинную копию Шинонского пергамента.

## Биография
Барбара Фрале родилась 24 февраля 1970 года в Витербо. Она окончила Исследовательском университете Тусиа-Витербо, где была первой выпускницей факультета Сохранения культурного наследия в Италии. Диссертация Барбары была основана на исследовании более 7000 нотариальных документов XIV века. Она была опубликована научным издательством "Vecchiarelli of Manziana". Её работа завоевала премию "Costantino Pavan" в городе Сан-Дона-ди-Пьяве. После защиты дипломной работы Фрале работала в Городском музее Витербо и в Государственном управлении архивного наследия Лацио. В 1996 году она получила специализацию в области палеографии и архивоведения в Школе секретных архивов Ватикана, а затем в 1998 году - специализацию по греческой палеографии. В 2000 году Фрале получила докторскую степень по истории европейского общества в Университете Ка-Фоскари, Венеция. Позже в 2000 году она также получила стипендию Исторического германского института в Риме. С октября 2001 года Урале работает палеографом в Ватиканском апостольском архиве.

## Работы
В 2001 году научное издательство "Viella of Rome" опубликовало часть её докторской диссертации, которая была основана на документах процесса против тамплиеров. Теория Фрале заключалась в том, что в обвинительном заключении, предъявленном королем Франции Филиппом IV Справедливым, которое было продемонстрировано в процессе, был ряд искаженных фактов. Это было сделано для того, чтобы предъявить обвинение в ереси, единственном виде преступления, в отношении которого орден не пользовался полным иммунитетом. По мнению Фрале вина тамплиеров заключалась не в ереси, а в тайном ритуале, содержащем очернение религии.
В 2002 году то же издательство опубликовало её эссе "Il Papato e il processo ai Templari. L’inedita assoluzione di Chinon alla luce della diplomatica pontificia" , где она анализирует и обсуждает содержание пергамента, хранящегося в Секретных архивах Ватикана и долгое время игнорируемого историками. В нём хранятся данные о расследованиях, проведенных тремя полномочными кардиналами Климента V. Он был последним великими магистром тамплиеров Жака де Моле и других членов штаба ордена, которые были заперты в замке Шинон королем Филиппом Прекрасным. И когда вожди тамплиеров умоляли Церковь о прощении, он дал им отпущение грехов. Изучение пергамента Шинона привлекло внимание многих международных историков.
Результаты исследования были опубликованы в эссе в редакции 2004 года. оно получило положительные отзывы, было опубликовано в итальянских и зарубежных газетах, а также было переведено на английский, французский, испанский, португальский, польский и чешский языки. Работа получила положительную рецензию Умберто Эко, он попросил Фрале составить главу о тамплиерах для энциклопедии о средневековье, редактором которой он является. Теории Фрале о тамплиерах поддерживаются экспертами по их истории, среди которых: Малькольм Барбер, Ален Демургер, Франко Кардини и Симонетта Геррини, ученица Алена Демургера.
25 октября 2007 года Ватикан принял решение опубликовать репродукцию некоторых из наиболее важных документов процесса против тамплиеров. В их число попал и пергамента Шинона. Фрале написала историческое введение к изданию документов.
В июне 2009 года для издательства "Il Mulino" Фрале написала ещё одно эссе "I Templari e la sindone di Cristo", оно также было посвящено тамплиерам. На его страницах она обсуждает документы, касающиеся таинственного идола, который использовался во время процесса в качестве обвинения ордена. Он являлся образом мертвого Христа, имеющий сходные характеристики с Туринской плащаницей.
В ноябре того же года последовало ещё одно эссе "La sindone di Ges Nazareno", в котором Фрале исследует некоторые предполагаемые зарисовки письменности, обнаруженные на плащанице в 1998 году группой французских ученых. Оно было основано на аналитических данных экспертов "Institut Superieur d'Optique d'Orsay" в Париже, где элементы письменности сравнивали с другими древними документами и надписями. В 2010 году эта её работа была удостоена премии "Torre di Castruccio" и национальной премии в области культуры "Brava Barbara!". Оно было переведено на французский (издательство Bayard, Париж, 2010) и на английский языки (издательство Maveryck house). В апреле 2010 года Фрале опубликовала исторический очерк "La Sindone e il ritratto di Cristo" для издания "Libreria Editrice Vaticana", а 2 мая представила исторический комментарий в прямом эфире из Туринского купола, связанный с мессой, совершенной Папой Бенедиктом XVI по случаю его паломничества к плащанице.

## Свидетельство о смерти Иисуса
В ноябре 2009 года Барбара заявила, что она обнаружила свидетельство о погребении "Иисуса из Назарета" на Туринской Плащанице. И эта дата соответствует записям Евангелия. Её реконструкция текста гласит:
"В 16 году правления императора Тиберия "Иисус из Назарета" снятый ранним вечером после того, как римский судья приговорил его к смерти за то, что он был признан виновным еврейским авторитетом, отправляется на погребение с обязательством быть переданным его семье только через год".
Так как Тиберий стал императором после смерти Октавиана Августа в 14 году нашей эры, 16-й год его правления будет в промежутке между 30 и 31 годами нашей эры.
Методология Фрале подверглась критике, отчасти из-за возражения о том, что тексты слишком тусклые, чтобы их можно было разглядеть.

## Признание
В 2009 году её книга о тамплиерах и Туринской плащанице была удостоена Национальной культурной премии "Foemina d’oro" Культурного общества "La vecchia Lizza" Марина ди Каррара. В  июле 2010 года она была переведена португальский и английский языки.